# Сусун
Сусу́н (кит. упр. 宿松, пиньинь Sùsōng) — уезд городского округа Аньцин провинции Аньхой (КНР).

## История
В эпоху империи Хань на этих землях было создано удельное владение Сунсы (松兹侯国), впоследствии преобразованное в уезд Сунцзы (松滋县). Впоследствии, в связи с тем, что в провинции Хубэй также был уезд Сунцзы с точно таким же написанием названия, данный уезд был в эпоху Суй переименован в 598 году в уезд Сусун.
В 1949 году был создан Специальный район Аньцин (安庆专区) и уезд вошёл в его состав. В 1970 году Специальный район Аньцин был переименован в Округ Аньцин (安庆地区). В 1988 году округ Аньцин был преобразован в городской округ.

## Административное деление
Уезд делится на 9 посёлков и 13 волостей.